# Napoleon Murphy Brock
Napoleon Murphy Brock es un cantante, saxofonista y flautista estadounidense ganador de un Grammy, conocido por su trabajo con Frank Zappa en los años 1970, en álbumes como One Size Fits All, Roxy and Elsewhere y Bongo Fury. Sus canciones como voz principal con Zappa incluyen "Village of the Sun" y "Florentine Pogen."

## Premio Grammy
El 8 de febrero de 2009, Napoleon ganó un Grammy por su participación en la canción "Peaches en Regalia" junto a la banda Zappa Plays Zappa, junto a Steve Vai. La canción fue compuesta por Frank Zappa y aparece en el álbum Hot Rats.

## Discografía

### Álbumes en solitario
| Año  | Álbum | Instrumentos |
| ---- | ----- | --- |
| 2002 | Balls | Flauta, piano, teclados, saxofón alto, saxofón tenor, voz, silbidos, productor, Fender Rhodes, sintetizador, gritos |

### Apariciones en álbumes de Zappa
| Año  | Álbum                                                          | Instrumentos                                                            |
| ---- | -------------------------------------------------------------- | ----------------------------------------------------------------------- |
| 1974 | Apostrophe (')                                                 | Saxo, voz                                                               |
| 1974 | Roxy & Elsewhere                                               | Saxo tenor, flauta, voz principal, coescritor de "Dummy Up"             |
| 1975 | One Size Fits All                                              | Flauta, saxo tenor, voz principal en "Florentine Pogen" y "Andy", coros |
| 1975 | Bongo Fury                                                     | Saxo, voz                                                               |
| 1976 | Zoot Allures                                                   | Saxo, voz                                                               |
| 1979 | Sleep Dirt                                                     | Saxo                                                                    |
| 1979 | Sheik Yerbouti                                                 | Saxo, voz                                                               |
| 1984 | Them or Us                                                     | Guitarra, saxo, voz                                                     |
| 1984 | Thing-Fish                                                     | Saxo, voz, elenco                                                       |
| 1988 | You Can't Do That on Stage Anymore, Vol. 1                     | Saxo, voz                                                               |
| 1988 | You Can't Do That on Stage Anymore, Vol. 2                     | Saxo, voz                                                               |
| 1989 | You Can't Do That on Stage Anymore, Vol. 3                     | Saxo, voz                                                               |
| 1991 | You Can't Do That on Stage Anymore, Vol. 4                     | Saxo, voz                                                               |
| 1991 | You Can't Do That on Stage Anymore, Vol. 6                     | Saxo, voz                                                               |
| 1995 | Strictly Commercial                                            |                                                                         |
| 1996 | Frank Zappa Plays the Music of Frank Zappa: A Memorial Tribute |                                                                         |
| 1997 | Have I Offended Someone?                                       |                                                                         |
| 1998 | Cheap Thrills                                                  |                                                                         |
| 1999 | Son of Cheap Thrills                                           |                                                                         |